# اس‌اس واترلند (۱۹۴۰)
اس‌اس واترلند (۱۹۴۰) (به انگلیسی: SS Vaterland (1940)) کشتی که طول آن ۸۲۴ فوت (۲۵۱ متر) می باشد.